# Sâncel
Sâncel (ancienne orthographe : Sîncel en hongrois : Szancsal, en allemand : Simtschal) est une commune du județ d'Alba, Roumanie qui compte 2 411 habitants.
La commune est composée de trois villages : Iclod, Pănade et Sâncel.

## Démographie
D'après le recensement de 2011, la commune compte 2 411 habitants, en forte baisse par rapport au recensement de 2002 où elle en comptait 2 790.
Lors de ce recensement de 2011, 90,38 % de la population se déclare roumaine, 5,02 % de la population se déclare rom (4,31 % ne déclare pas d'appartenance ethnique).

## Politique
| Période                                  | Période  | Identité     | Étiquette | Qualité |
| ---------------------------------------- | -------- | ------------ | --------- | ------- |
| Les données manquantes sont à compléter. |          |              |           |         |
| 2004                                     | En cours | Ilie Frățilă | PNL       |         |

| Parti | Parti                                                 | Sièges |
| ----- | ----------------------------------------------------- | ------ |
|       | Parti national libéral (PNL)                          | 5      |
|       | Alliance des libéraux et démocrates (ALDE)            | 2      |
|       | Parti social-démocrate (PSD)                          | 1      |
|       | Union nationale pour le progrès de la Roumanie (UNPR) | 1      |
|       | Parti Roumanie unie (PRU)                             | 1      |
|       | Parti Mouvement populaire (PMP)                       | 1      |

## Personnes célèbres
- Timotei Cipariu (1805-1887), chercheur, journaliste, professeur de philosophie et de théologie.